# Samoth
Samoth (Tomas Thormodsæter Haugen, 9 de junho de 1974) é um músico e multi-instrumentista norueguês da cena de black metal. É conhecido por seu trabalho como guitarrista e baterista na banda de black metal Emperor e posteriormente na banda de death metal Zyklon. No início da carreira ele usava o pseudônimo de Samot (Tomas ao contrário) e no Zyklon mudou a grafia para Zamoth. Ele é o dono da gravadora Nocturnal Art Productions.

## Biografia
Nascido em 9 de junho de 1974 na Noruega, Samoth é filho do baixista da banda Spoonful of Blues, Jens Haugen, que incentivou o filho a tocar baixo. Quando Samoth era adolescente, ele conheceu um músico, que mais tarde seria conhecido como Ihsahn em Bergen. Os dois logo se tornaram amigos e começaram a tocar juntos. Eles formaram uma banda, que possuiu diversos nomes como Dark Device, Xerasia, Embryonic até se fixarem com o nome de Thou Shalt Suffer em 1991. Eles tocavam uma forma primitiva de black metal, com teclados e uma forte influência de death metal.
A amizade entre Samoth e Ihsahn era muito forte e os dois se desenvolveram muito musicalmente. Samoth decidiu acabar com o Thou Shalt Suffer e começou a escrever novas músicas para a nova banda, o Emperor. Ihsahn e o baixista Mortiis completaram a primeira formação da banda. Após a primeira demo, Wrath of the Tyrant, Samoth voltou a tocar guitarra e já nessa época a banda ja tocava um black metal bem distinto dos demais. Com o conseqüente lançamento de novos materiais, o Emperor ganhou rapidamente reconhecimento e popularidade na cena underground.
Em 1994, Samoth foi condenado a 16 meses de prisão por queimar uma igreja em Skjold, Rogaland, Vindafjord, juntamente com Varg Vikernes. O incêndio foi cometido durante as gravações do EP do Burzum, Aske, onde Samoth gravou o baixo. Como Tchort e Faust também foram presos, neste momento, Ihsahn foi o único membro da banda que permaneceu fora da prisão. Após a pausa, Tchort e Faust não voltaram para a banda.
Após anos tocando com o Emperor e participando de diversos outros projetos paralelos, Samoth, juntamente com Ihsahn, decidiu acabar com o Emperor em 2001 devido a divergências musicais. Apesar do black metal ser a maior influência e o gênero favorito de música dos dois, Samoth estava mais direcionado ao death metal moderno, enquanto Ihsahn era mais influênciado por gothic metal e symphonic metal. Após o lançamento do último álbum, Prometheus: The Discipline of Fire & Demise, inteiramente composto por Ihsahn, o Emperor acabou e Samoth continuou a tocar guitarra com o companheiro de Emperor, Trym, na banda de death metal Zyklon.
O Emperor se reuniu em 2005 com o trio Ihsahn, Samoth e Trym e as participações de Secthdaemon do Zyklon no baixo e Einar Solberg nos teclados. Com essa formação, a banda fez alguns shows na Europa e nos Estados Unidos.
Em 2002 ele participou do supergrupo Scum, que também contava com Faust, Cosmocrator, Chasey Chaos e Happy Tom. Em Janeiro de 2010, através de um comunicado oficial no site da banda, o Zyklon anunciou o fim de suas atividades. No mesmo aviso, Samoth anunciou o lançamento de um novo álbum com seu novo projeto o The Wretched End.
Ele tem uma filha com a ex-mulher Andrea Haugen . Ele se casou novamente desde seu divórcio e também teve uma filha com sua esposa Erin.

## Discografia
| Data de lançamento | Título                                      | Banda              |
| 1991               | Into the Woods of Belial                    | Thou Shalt Suffer  |
| 1991               | Open the Mysteries of Your Creations        | Thou Shalt Suffer  |
| 1992               | Wrath of the Tyrant                         | Emperor            |
| 1992               | Seven Harmonies of Unknown Truths           | Ildjarn            |
| 1993               | Emperor / Hordanes Land                     | Emperor            |
| 1993               | Aske                                        | Burzum             |
| 1994               | As the Shadows Rise                         | Emperor            |
| 1994               | In the Nightside Eclipse                    | Emperor            |
| 1994               | Pentagram                                   | Gorgoroth          |
| 1994               | The Shadowthrone                            | Satyricon          |
| 1995               | Constellation                               | Arcturus           |
| 1994               | Blood Must Be Shed                          | Zyklon-B           |
| 1997               | Reverence                                   | Emperor            |
| 1997               | Anthems to the Welkin at Dusk               | Emperor            |
| 1998               | The Winds That Spoke of Midgard's Fate      | Hagalaz' Runedance |
| 1999               | Thorns vs Emperor                           | Emperor            |
| 1999               | IX Equilibrium                              | Emperor            |
| 2001               | World ov Worms                              | Zyklon             |
| 2001               | Prometheus: The Discipline of Fire & Demise | Emperor            |
| 2003               | Aeon                                        | Zyklon             |
| 2004               | Valfar, Ein Windir                          | Notodden All Stars |
| 2005               | Gospels for the Sick                        | Scum               |
| 2006               | Disintegrate                                | Zyklon             |
| 2010               | Ominous                                     | The Wretched End   |
| 2012               | Inroads                                     | The Wretched End   |